# Héderváry IX. János
Héderváry IX. János (Hédervár, 1620 - 1662 szeptember 12 előtt.) Héderváry VIII. István fia, a Hédervári család vele kihalt fiágon.

## Élete
1645 előtt a római Collegium Germanicum - Hungariumban tanult 4 évig. 1646-ban pozsonyi, 1651-től győri kanonok. 1647-től zirci apát. 1653-tól pápai pronotárius és komáromi főesperes. 1658 április 26-ától scopi címzetes püspök. Unokaöccse Lőrinc 1658 decemberi halála után közbenjárt a királynál unokahúga Héderváry Katalin fiúsításáért. 1659-től királyi tanácsos. 1662 augusztusában vagy szeptemberében hunyt el, szeptember 12-én már elhunytként említik. 